# 柴咲マナ
柴咲 マナ（しばさき まな・1992年〈平成4年〉6月1日 - ）は、日本の女性モデル、ストリーマー、元レースクイーン。愛知県岡崎市出身。愛称は「まなてぃ」。

## 略歴
2017年から2019年までの3年連続で、“a-Girls”（エー・ガールズ）の一員としてSUPER GT300クラスのGAINER10・11号車を担当。但し2019年シーズンは第4戦からの途中参加であった。
また2018年3月2日に行われた「ミスブライダルモデルグランプリ2017」では東海地区のグランプリを受賞。同年には全日本フライボード選手権のイメージガールを務め、2019年の鈴鹿8時間耐久ロードレースでは“ARMY GIRL”としてTeam TJC&MF KawasakiのRQを務めていた。
a-Girls卒業後はレースクイーンの仕事を行うことなく、2021年2月28日付でア・ライズプロモーションを契約満了により退所。同年4月からはeスポーツストリーマー団体「Re-ply」（2021年4月1日設立）の所属ストリーマー第1号として、ストリーマー活動を行っている。

## 人物
- 趣味はゴルフ・釣り・ピアノ・ゲーム[2]、特技はフルート[2]。
- 好きなゲームはApex Legends・マインクラフト・League of Legendsなど。
- ビジネス実務士・メディカル秘書士・文書デザイン準1級の資格を持っている。
- 兄と弟がいる[IS 4]。
- 「ルル」という愛犬を飼っており、ドッグラン＆カフェへ行くことを楽しみとしている[3]。

## レースクイーン歴
| 年     | カテゴリー                | チーム名  | 他メンバー                     |
| ------ | ------------------------- | --------- | ------------------------------ |
| 2017年 | SUPER GT                  | a-Girls   | 葵井えりか、白石愛美、宮木梨衣 |
| 2018年 | SUPER GT                  | a-Girls   | 葵井えりか、大島理沙、宮木梨衣 |
| 2019年 | 鈴鹿8時間耐久ロードレース | ARMY GIRL | 太田麻美、木村理恵、吉野七宝実 |
| 2019年 | SUPER GT                  | a-Girls   | 松原杞紗、綾瀬真梨             |

## 出演

### イベント
| イベント名           | 出演年               | 出演ブース  | 備考                     |
| -------------------- | -------------------- | ----------- | ------------------------ |
| 東京オートサロン     | 2017年               | ALESS/ROZEL | [ 1 ]                    |
| 東京オートサロン     | 2018年               | ARMY GIRL   | [ 注 3 ]                 |
| 大阪オートメッセ     | 2017年               | エムリット  | [ 13 ]                   |
| 東京モーターショー   | 2017年               | トヨタ紡織  | [ 14 ]                   |
| 東京ゲームショウ     | 2019年               | NTTドコモ   | [ 15 ]                   |
| 名古屋オートトレンド | 2017年 2018年 2019年 | ALESS/ROZEL | [ IS 5 ] [ IS 6 ] [ 16 ] |

### テレビ番組
- テレビ愛知「MOTTO!!～もっと知りたい～」（2017年 - 2018年）
- メ～テレインフォマーシャルドラマ「ギャルばな!」（2018年・2019年）[17][18]